# 石井滴水
石井 滴水（いしい てきすい、1882年6月-1945年）は、明治時代から昭和時代にかけての日本画家。

## 来歴
鏑木清方の門人。本名は芳次郎。1882年6月、東京生まれ。1901年に清方は京橋木挽町に移転しており、この木挽町時代の清方に師事、林緑水に次ぐ門人となった。1904年11月の第10回烏合会展に作品を出品したことが知られている。1906年5月には第5回美術研精会展に「傾城反魂香」を、同年10月の第14回烏合会展に「葛の葉」を出品、さらに日本美術協会には「小春図」を出品している。その後、1909年6月の第9回巽画会展に「あやいと」を出品した。また、滴水は1912年から『読売新聞』において挿絵を担当した。
滴水は清方らの結成した烏合会に参加したほか、創刊当時の『主婦の友』に挿絵を描いており、そのなかには烏合会の影響により近松物に取材した「卯月の紅葉」や「丹波与作」といった作品もみられた。清方の門人らによる郷土会の展覧会には、1916年5月の第2回展に「最初の調子」を出品した後、1923年3月の第8回展に「たそがれ」を、1926年5月の第11回展に「柳橋」を、1930年6月の第15回展に「野辺」という作品を出品している。
なお、現在においても講談社の絵本に滴水の挿絵を見ることがある。

## 作品
- 「後の月」 絹本著色 二曲一隻 培広庵コレクション 明治40年頃
- 「新・講談社の絵本　宮本武蔵」　表紙絵　鏑木清方記念美術館所蔵　1992年発行（講談社）
- 「新年勅題　田家朝」第4集（6枚）　絵葉書（印刷物）鏑木清方記念美術館所蔵